# Myxilla caliciformis
Myxilla caliciformis är en svampdjursart som beskrevs av Sarà 1978. Myxilla caliciformis ingår i släktet Myxilla och familjen Myxillidae. Inga underarter finns listade i Catalogue of Life.